# Аякс Теламонид
Вижте пояснителната страница за други значения на Аякс.
Аякс Теламонид или Аякс Теламонов (от гръцки: aietoz – „орел“) е цар на Саламин и един от най-важните участници от Троянската война. Древните атиняни почитали Аякс и смятали, че покровителството му е помогнало за победата над персийския флот по време на знаменитата морска битка край о-в Саламин през 480 г. пр.н.е.
Неговият род води началото си от Зевс и нимфата Егина. Той е описан като герой, равен по доблест на Ахил. Омир описва Аякс като огромен човек и го сравнява със стена. С големия си ръст, въоръжен с огромен щит, покрит целия с медни доспехи, в един момент той сам спира атаките на враговете, докато братовчед му Ахил тъжи в шатрата, след като Агамемнон е присвоил робинята му Брезеида. При убийството на Патрокъл, той сам прикрива с щита си гърците, докато изнасят тялото от мястото на битката. В „Илиада“ се описва, че при битката при корабите той сам е погубил дванадесет троянци. След гибелта на Ахил, той самоотвержено спасява тялото му от поругаване от троянците и счита, че доспехите на Ахил по право му се падат. Но доспехите са присъдени на Одисей и полудял от скръб и омраза той решава да убие Одисей. Богинята Атина Палада, отнема разума му като насочва меча му вместо към Одисей към стадо овци. Не можейки да понесе позора, Аякс се самоубива, хвърляйки се върху меча си.
Съдбата на Аякс е описана в трагедията „Аякс“ от Софокъл.